# Conus rosalindensis
Conus rosalindensis é uma espécie de gastrópode do gênero Conus, pertencente à família Conidae.